# Skirsjön (Hemmesjö socken, Småland)
Skirsjön är en sjö i Växjö kommun i Småland och ingår i Mörrumsåns huvudavrinningsområde. Sjön har en area på 0,269 kvadratkilometer och ligger 199 meter över havet. Vid provfiske har abborre, gers, gädda och mört fångats i sjön.

## Delavrinningsområde
Skirsjön ingår i det delavrinningsområde (630841-144909) som SMHI kallar för Utloppet av Åredasjön. Medelhöjden är 203 meter över havet och ytan är 7,4 kvadratkilometer. Det finns inga avrinningsområden uppströms utan avrinningsområdet är högsta punkten. Risingebäck som avvattnar avrinningsområdet har biflödesordning 3, vilket innebär att vattnet flödar genom totalt 3 vattendrag innan det når havet efter 107 kilometer. Avrinningsområdet består mestadels av skog (69 procent). Avrinningsområdet har 1,38 kvadratkilometer vattenytor vilket ger det en sjöprocent på 18,6 procent.

## Sportdykning
Skirsjön är ett populärt dykmål för sportdykare. Längs med sjön finns ett par dykplatser inklusive vid sjöns sydligaste vik. Botten består framförallt av dy och diverse arter av sjögräs. Abborre, elritsa, gädda och kräfta kan påträffas framförallt under nattdyk i närheten av stranden.